# Shah Jahan Begum
Shah Jahan Begum, née le 29 juillet 1838 à Islamnagar, près de Bhopal, et morte le 16 juin 1901, est une souveraine indienne qui exerce le pouvoir sur l’État princier musulman de Bhopal à deux périodes distinctes : de 1844 à 1860, puis de 1868 à 1901. 
Elle se fait connaître pour ses réformes administratives, son soutien aux activités culturelles et religieuses, ainsi que pour son engagement dans le développement des infrastructures et le développement de l’éducation.

## Biographie

### Origines
Shah Jahan Begum naît le 29 juillet 1838 dans le fort d'Islâmnagar, situé près de la ville de Bopal, en Inde. Elle est issue de la dynastie des Nawabs de Bhopal, fondée au XVIIIᵉ siècle par Dost Mohammad Khan.
Sa mère est la Nawab Sikandar Begum (en), elle-même fille de Qudsia Begum, première souveraine musulmane de Bhopal, et son père est Cihangir Muhammed Han.
Quelques mois avant sa naissance, un éloignement survient entre ses parents, ce qui conduit sa mère à transférer sa résidence de Bhopal vers le fort où elle accouche. 

### Éducation
Elle est élevée par sa mère, qui supervise directement son éducation. Celle-ci fait appel à plusieurs précepteurs, dont Moulvi Haseeb Ahmad, Haji Abdul Karim Ansari et Moulvi Hyder Ali Khan, auteur du Muntahi-ul-Kalam, chargés de son instruction religieuse et générale.
Elle reçoit également des enseignements en gestion financière, administration, équitation et maniement des armes. Ses professeurs incluent Munshi Raza Hussain et Deewan Thakur Pershad. Ces formations visent à préparer la princesse à ses futures responsabilités.
Très jeune, elle termine la lecture du Coran. En plus de son éducation intellectuelle, elle apprend à faire les tâches ménagères, à broder et à cuisiner. Elle les enseigne aussi à de jeunes filles pauvres invitées au palais, auxquelles elle offre ensuite des cadeaux ou une aide financière. Elle n'hésite pas à présenter leurs travaux aux princesses et dignitaires de passage.

### Accession au trône
En 1844, à sept ans, son père meurt d'une maladie intestinale. Shah Jahan Begum et sa mère Secunder Begum, quittent Bhopal pour s’installer provisoirement entre Bhopal et Islamnagar. Peu après, son oncle Asad Ali Khan, proclame Dastgeer Mohammad Khan comme souverain et organise une cérémonie officielle marquant son accession.
Secunder Begum conteste cette nomination en adressant une requête aux autorités britanniques, invoquant les dispositions d’un traité antérieur sur la succession. L’agent politique britannique se rend à Bhopal, invalide l’accession de celui-ci et confie temporairement l’administration à Asad Ali Khan, en attendant la décision du Gouverneur général.
Le Gouverneur général, Charles Hardinge, reconnaît officiellement Shah Jahan Begum comme souveraine légitime. Sa succession est confirmée par l’accord des notables locaux et l’approbation du gouvernement colonial. La régence est confiée à sa mère, et Mian Faujdar Mohammad Khan est nommé administrateur temporaire. Après deux ans de tensions, ce dernier démissionne, et Secunder Begum est désignée régente en avril 1845. À la mort de sa mère en 1868, Shah Jahan Begum accède officiellement au trône.

### Gouvernance

#### Réformes administratives et modernisation
Bien qu’elle vive en purdah, adopté à la demande de son premier mari, Shah Jahan Begum demeure la souveraine officielle de l’État, tandis que son époux, Siddiq Hasan Khan (en), exerce en grande partie le pouvoir à sa place. À la mort de ce dernier, en 1871, elle met fin au purdah et reprend personnellement la direction des affaires de l’État.
Elle se rend alors dans l’ensemble de son territoire pour évaluer les conditions de vie de la population. Elle poursuit les réformes administratives et financières déjà engagées par sa mère, comme la modernisation des infrastructures, l’organisation des revenus de l’État et le développement de l’éducation. Elle supervise la finalisation de la grande mosquée Taj-ul-Masajid, considérée comme l’un des plus grands monuments religieux de l’Inde et un symbole du mécénat architectural des souveraines de Bhopal.
Dès 1871, elle entreprend une tournée à travers ses districts pour enquêter sur les abus commis par l’administration locale. Elle lance un appel public à toute personne ayant une plainte à formuler, fait révoquer les fonctionnaires jugés corrompus ou incapables, et ordonne, lorsque c’est possible, le remboursement des sommes indûment perçues. Elle fait également vérifier les poids utilisés par les commerçants et assainir les pratiques fiscales.
Elle modernise la police, l’armée et le service postal, ce dernier étant officiellement créé en 1882. Elle fait également édifier des écoles et des hôpitaux. Parmi les autres mesures entreprises sont la nomination d’un médecin dans chaque localité, l’élaboration des codes civil et pénal en 1876, la construction de la ligne ferroviaire Hoshangabad–Bhopal, ainsi que la mise en place d’un cadastre et la réalisation d’un recensement.

Entre 1876 et 1878, elle émet des pièces d'argent et les premiers timbres-poste de l’État de Bhopal, des séries de timbres d’une demi-anna et d’un quart d’anna sont mises en circulation. Les exemplaires de 1876 portent l’inscription H.H. Nawab Shahjahan Begam dans un cadre octogonal, tandis que ceux de 1878 présentent le même texte dans un cadre circulaire ainsi que la version ourdou du titre de la Bégum. Les derniers timbres à mentionner son nom sont émis en 1902, avec l’inscription H.H. Nawab Sultan Jahan Begam. Le service postal de l’État de Bhopal continue de produire ses propres timbres jusqu’en 1949, date des dernières émissions.

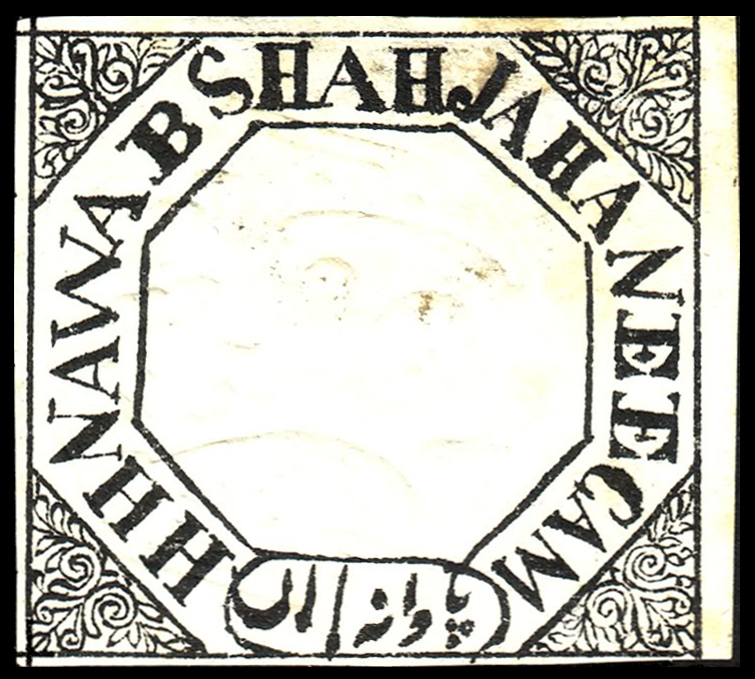
Timbre émis en 1876 durant son règne
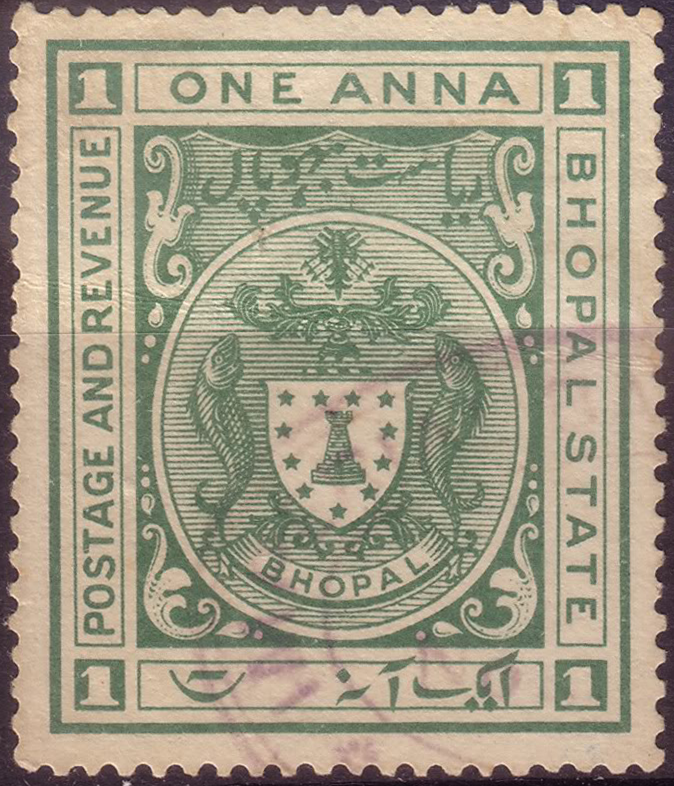
Timbre d’une anna de l’État de Bhopal, émis en 1908

Dans le prolongement de ces réformes, Shah Jahan Begum engage  également des transformations dans les domaines juridique et financier. Cependant, la gestion partagée du pouvoir avec son époux crée des difficultés politiques. En parallèle, les famines de 1894 et 1899 réduisent d’un tiers la population du sultanat.
Activités religieuses, éducatives et culturelles
Dans le domaine religieux et éducatif, Shah Jahan Begum encourage la création d’écoles où sont enseignées à la fois les sciences islamiques et les disciplines occidentales, comme le Madrasa-ye Bilqîsiyya et les Prince of Wales Schools. Elle fait construire un Khatam Khâna, destiné à la récitation collective du Coran, et soutient les réformateurs Ahl-i-Hadith, contribuant ainsi à faire évoluer les pratiques religieuses locales. Elle invite également à Bhopal plusieurs érudits issus de courants réformateurs, dont Sa’d Ibn Hamd Ibn Atiq et Muhammad Bashir as-Sahsawani, afin de renforcer la légitimité religieuse de son autorité. Elle finance aussi l’envoi de savants en pèlerinage et en formation à La Mecque et à Médine.
Elle compile un dictionnaire multilingue intitulé Khazinat-ul-Lughat, rédigé en ourdou, anglais, persan, arabe, sanskrit et turc. L’ouvrage est diffusé dans de nombreuses institutions éducatives à travers l’Inde, telles que le Muir Central College (en) (Allahabad), le St. Stephen’s College (Delhi), Presidency Colleges de Calcutta et Madras. Par ailleurs, elle réorganise la Madrasa-i-Sulaymaniya, fondée par sa mère Sikandar Begum, qu’elle transforme en un établissement moderne. En 1892, cette madrasa devient un lycée affilié à l’université de Calcutta. Elle fonde une auberge en dur, la Sarai Sikanderi, près de la gare de Bhopal, en hommage à sa mère. Ce lieu d’hébergement est destiné aux voyageuses de tout âge.
Elle fonde plusieurs imprimeries, dont la Shah Jahan Press, la Sikandar Press et la Sultania Press. En 1878, elle crée une imprimerie d’État qui publie des ouvrages religieux et éducatifs, diffusés gratuitement dans les écoles de Bhopal. Ces initiatives participent à centraliser l’administration et à renforcer la légitimité religieuse de son autorité.
Passionnée de littérature et de culture, elle compose des poèmes en ourdou, sous le nom de plume Tâcvâr, et en persan sous celui de Shîrîn. Ses écrits comprennent deux diwans, une histoire de l’État de Bhopal (Tâcü’l-iḳbâl Târîḫ-i Riyâset-i Bhopâl), un recueil de hadiths classés par thème, un guide de bonnes manières destiné aux femmes. Elle soutient également la rédaction du Ḫizânetü’l-luġāt (1886–1887), qui réunit des termes en hindi, arabe, persan, anglais et turc.

#### Mécénat culturel et architectural
Shah Jahan Begum est considérée comme l’une des plus importantes mécènes féminines de l’architecture en Inde. S’inspirant du sultan moghol Shah Jahan, elle fait construire, à proximité, une nouvelle cité baptisée Shahjahanabad, entourée de remparts percés de sept portes, ainsi qu’un palais connu sous le nom de Taj Mahal, destiné à son usage personnel et achevé après sa mort. Il y a dans cette nouvelle ville, la mosquée Taj-ul-Masajid, conçue comme la plus vaste mosquée de l’Inde, en constitue le principal monument religieux. L’édifice se distingue par ses dimensions monumentales et ses galeries réservées aux femmes. Le complexe comprend aussi un idgah et un mina bazar réservé aux commerçantes. Le Taj Mahal Palace, sa résidence principale, associe des influences mogholes et victoriennes, tant dans son plan que dans ses décors intérieurs. 

Le Taj Mahal construit par Shah Jahan Begum pour elle-même.
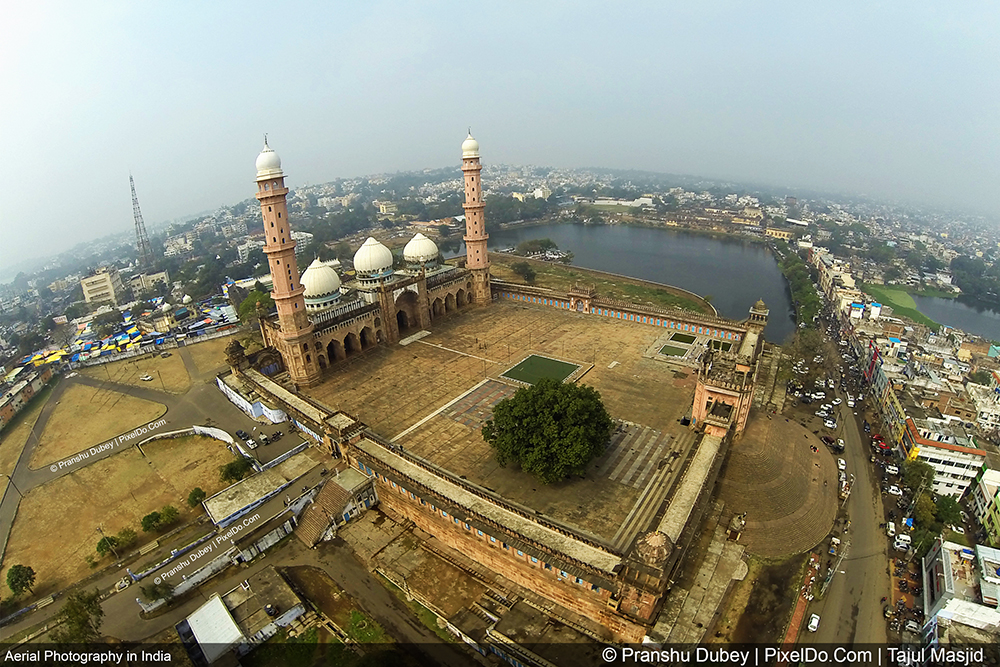
Mosquée Taj-ul-Masajid
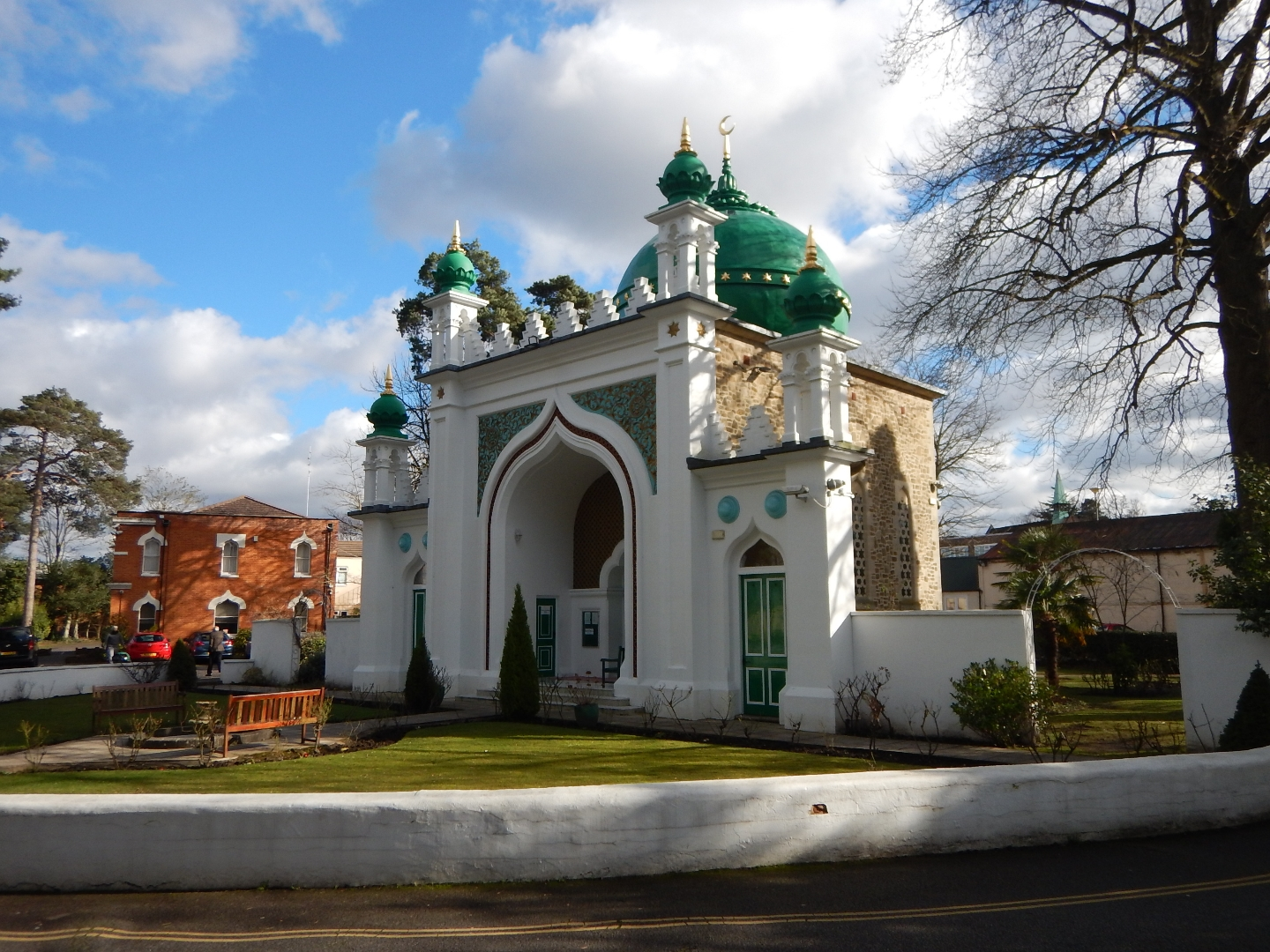
Mosquée Shah Jahan

Parallèlement, elle fait également construire douze palais destinés à ses ministresainsi que plusieurs orphelinats, des maisons de retraite et des bureaux de waqf. Soucieuse de soutenir les pèlerins indiens voyageant vers La Mecque, elle finance diverses infrastructures à leur intention. Elle contribue par ailleurs à la construction de la Shah Jahan Mosque, inaugurée en 1889 à Woking en Angleterre, et apporte son soutien à l’Université musulmane d’Aligarh. 
L’architecture religieuse qu’elle dirige, prévoit des espaces spécifiquement dédiés aux femmes, comme des galeries et des zones de prière distinctes dans la mosquée Taj-ul-Masajid, ce qui constitue une innovation pour l’époque, les femmes étant traditionnellement encouragées à prier dans des espaces domestiques.  
Elle contribue à faire évoluer la mode féminine à la cour de Bhopal, en adoptant un style qui combine des influences persanes et turques avec des éléments vestimentaires d’Inde du Nord. Ses tenues comprennent des angarkhas et des shararas en soie, velours ou brocart, ornés de broderies en or et argent (zardozi). Ces vêtements sont complétés par des dupattas et des bijoux hérités, qui soulignent son rang. Ce choix vestimentaire correspond à un mode de vie actif et traduit une volonté de concilier distinction et praticité. Soucieuse de soutenir l’activité des femmes musulmanes, elle fait aménager le Pari Bazar, un marché qui leur est réservé. Ce dernier a été démoli depuis, dans le cadre du projet « smart city ». Elle encourage également le mécénat des artisanes locales et le développement d’ateliers de tissage et de broderie, contribuant à la transmission de ces savoir-faire et à leur autonomie financière.  
Pour l’ensemble de ses contributions, elle est décorée par le sultan ottoman Abdülhamid II de l’Ordre de la Compassion (Nişân-ı Şefkat).

### Distinctions et relations avec les Britanniques
Les autorités britanniques reconnaissent son rôle dans le développement de l'État de Bhopal et sa loyauté envers la Couronne. En 1872, elle est décorée de l’Ordre de l’Étoile de l’Inde (en) pour ses efforts administratifs, éducatifs et politiques. L’insigne lui est remis lors du durbar du gouverneur général à Bombay, en présence d'une délégation de plus de deux cents membres de sa cour.

En 1878, elle devient l’une des premières femmes admises dans l’Ordre impérial de la Couronne d’Inde, une distinction réservée aux souveraines indiennes alliées à l’Empire. Lors de sa visite à Bhopal, Lord Lansdowne loue publiquement son intelligence, sa prudence et sa fidélité au trône britannique :
« Malgré les peines personnelles qui pesaient alors lourdement sur elle, son accueil cordial et amical est un souvenir que je n’oublierai pas. »
Cependant, l'influence de son second mari Muhammad Siddiq Hasan Khan, suscite la méfiance des autorités coloniales britanniques, qui le soupçonnent d'activités panislamistes et le considèrent comme un partisan du wahhabisme. En 1885, les Britanniques le démettent de ses fonctions. Ce conflit renforce les tensions avec sa fille, qui l’accuse d’avoir contribué à l’isolement de sa mère derrière le purdah et critique publiquement son emprise sur le pouvoir. Malgré les démarches de Shah Jahan pour obtenir la réhabilitation de son époux, elle ne parvient pas à faire annuler la décision britannique.
Les autorités britanniques reconnaissent sa loyauté durant la mutinerie de 1857, et considèrent son règne comme exemplaire, dans la continuité des dirigeantes précédentes de Bhopal.

### Vie privée
En 1855, Shah Jahan Begum épouse à contrecœur Bâkî Mohammed Han, un homme bien plus âgé qu’elle. À sa demande, elle adopte le purdah, qu’elle maintiendra durant son règne. De cette union naît, en 1858, sa fille unique, Sultan Cihan. Leur mariage, peu heureux, s’achève avec le décès de celui-ci en 1867.
En 1871, Shah Jahan se remarie avec son conseiller Muhammad Siddiq Hasan Khan, un érudit musulman influent et figure du mouvement Ahl-e Hadith. Cette union suscite de fortes tensions familiales : sa  grand-mère Qudsia Begum, s’oppose fermement à ce mariage, jugeant Siddiq comme un parvenu. Elle refuse d’assister à la cérémonie ou de recevoir le marié, ce qui provoque une rupture définitive avec sa petite-fille.

### Fin de vie et héritage
Shah Jahan Begum meurt d'un cancer à la joue gauche le 16 juin 1901,. Sa fille Sultan Cihan lui succède sur le trône de Bhopal.